# 小田原観光大使になれるかな
『小田原観光大使になれるかな』は、後藤羽矢子による日本の漫画作品。auブックパスほかで配信の電子コミックレーベル「コミックエッセイ せるびぃ」（竹書房）にて2022年6月24日から2023年9月22日まで連載、その後season2が2024年3月22日から2025年4月25日まで連載、『竹書房コミックエッセイweb』（同社）に移籍して2025年5月16日よりseason3が連載中。

## あらすじ
風光明媚で歴史と自然に恵まれた小田原の魅力を、地元出身の漫画家が独自の視点で紹介する観光コミックエッセイ。知る人ぞ知る名所やグルメも登場。

## 登場人物
後藤羽矢子
小田原出身・在住。地元への愛が強く、“自称・観光大使”を目指す漫画家として物語に登場。

## 書誌情報
- 後藤羽矢子 『小田原観光大使になれるかな』 竹書房〈バンブーエッセイセレクション〉、既刊2巻（2025年6月10日現在）
  1. 2023年11月16日発売[9]、ISBN 978-4-8019-3777-2
  2. 2025年5月23日発売[10]、ISBN 978-4-8019-4481-7